# يوفون بنفسجي
يوفون بنفسجي (الاسم العلمي: Euphonia violacea) (بالإنجليزية: Violaceous Euphonia)‏ هو نوع من الطيور يتبع جنس اليوفون من فصيلة الشراشير الحقيقية.